# Kam Heskin
Kam Heskin (født Kam Erika Heskin den 8. maj 1973) er en amerikansk skuespiller, bedst kendt for sine roller som den anden Caitlin Richards Deschanel i NBCs sæbeopera Sunset Beach (1998-1999), og som den anden Paige Morgan i The Prince and Me efterfølgerne.

## Filmography
| År   | Film                                        | Rolle                      | Noter                       |
| ---- | ------------------------------------------- | -------------------------- | --------------------------- |
| 1996 | Henry: Portrait of a Serial Killer, Part 2  | Liquor Store Girl #2       |                             |
| 1998 | Blackjack                                   | Cinder James               |                             |
| 1998 | Sunset Beach                                | Caitlin Richards Deschanel | 92 episoder, 1998–1999      |
| 1998 | Sunset Beach: Shockwave                     | Caitlin Richards Deschanel |                             |
| 2000 | 7th Heaven                                  | Pige ved fest              | 1 episode                   |
| 2001 | Tomcats                                     | Kimberly                   |                             |
| 2001 | Planet of the Apes                          | Friend At Leo's Party      |                             |
| 2002 | Angel                                       | Lola                       | 1 episode                   |
| 2002 | Catch Me If You Can                         | Candy                      |                             |
| 2003 | Vlad                                        | Alexa Meyer                |                             |
| 2003 | Pride & Prejudice: A Latter-Day Comedy      | Elizabeth Bennet           |                             |
| 2003 | Charmed                                     | Robyn                      | Episode: Witchstock         |
| 2003 | This Girl's Life                            | Jessie                     |                             |
| 2005 | Dirty Love                                  | Carrie Carson              |                             |
| 2006 | The Prince & Me 2: The Royal Wedding        | Paige Morgan               |                             |
| 2006 | Passions                                    | Sheridan Crane             | 46 episoder, 2006–2008      |
| 2007 | Coastal Dreams                              | April                      |                             |
| 2007 | CSI: NY                                     | Suspect-X                  | 2 episoder                  |
| 2008 | The Prince and Me 3: A Royal Honeymoon      | Dronning/Dr. Paige         |                             |
| 2009 | The Prince and Me 4: The Elephant Adventure | Dronning/Dr. Paige         | Udgivet i 2010              |
| 2009 | Glimpses                                    | ukendt                     | pre-production              |
| 2010 | Howl                                        | Penny Sutherland           | Udgivet i USA i januar 2010 |

## Eksterne links
- Kam Heskin på Internet Movie Database (engelsk)
- Kam Heskin på Filmdatabasen
- Kam Heskin på Scope
- Kam Heskin på AlloCiné (fransk)
- Kam Heskin på AllMovie (engelsk)
- Kam Heskin på The Movie Database (engelsk)